# Облога Сале (1660—1664)
Облога Сале — облога міста Нове Сале, що відбувалася протягом 1660—1664 років, під час якої армія раїса Хадіра Гаїлана протистояла ділайтам, які контролювали Республіку Сале .

## Історія
В 1660 році Хадір Гайлан, що деякий час вже воював проти ділайтів, нападає на них і намагається захопити Республіку Бурегрег. Довга облога закінчилася через чотири роки захопленням Касби Удая і подпорядкуванням Республіки Бурегрег Хадіру Гайлану.